# Aloe brevifolia
Dientes de cocodrilo (Nomenclatura binominal: Aloe brevifolia) es una especie planta del género Aloe de a la familia Xanthorrhoeaceae. Es originaria de Sudáfrica.

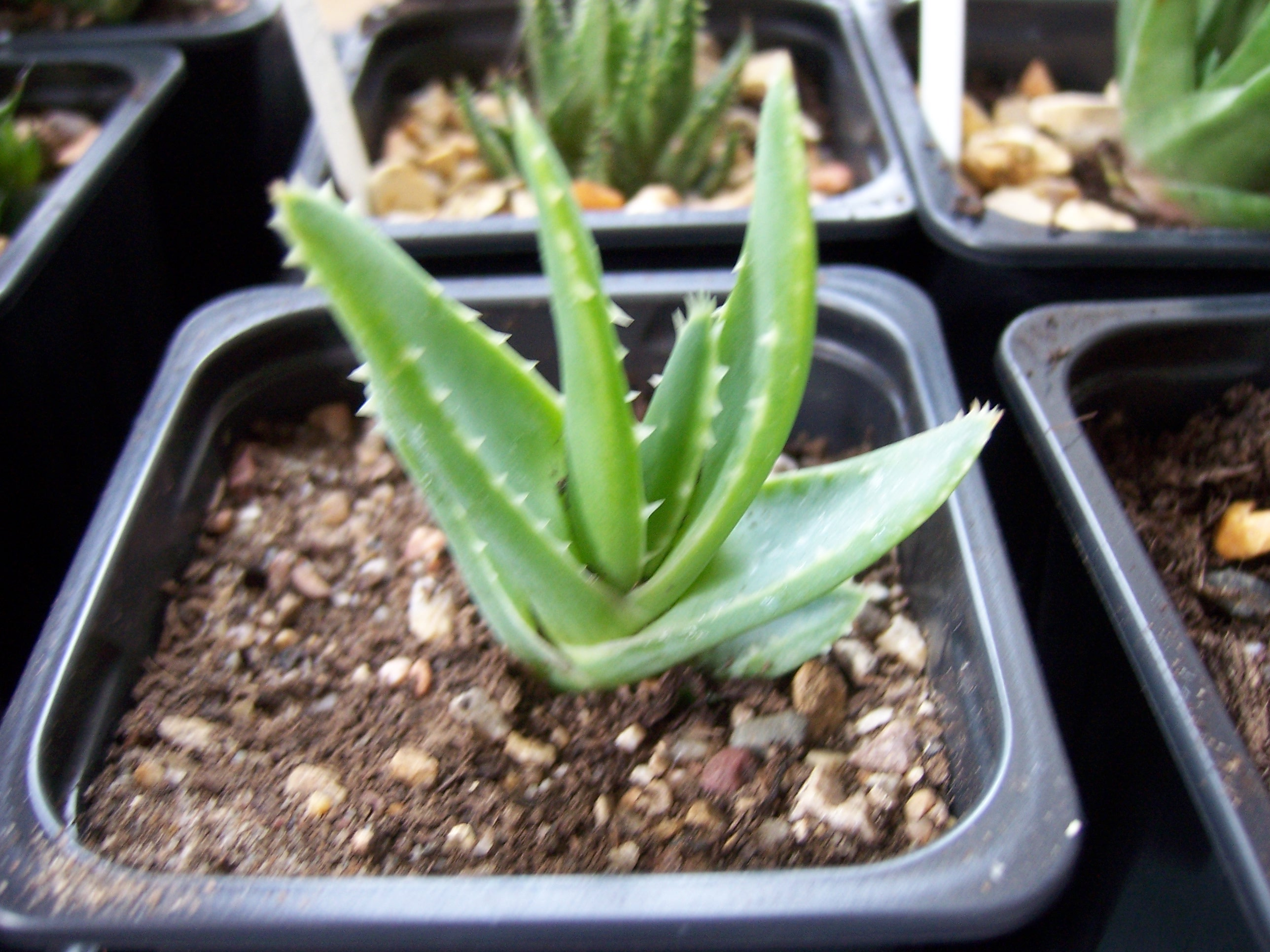
Detalle de la planta

## Características
Es una planta siempreverde con hojas suculentas que se encuentra en suelos de arcilla pesada en la zona de lluvias de invierno, en la Provincia Occidental del Cabo, que llega a medir hasta 15 cm de altura, aunque los tallos florales pueden alcanzar de 40 a 50 cm de altura. La vegetación circundante es el fynbos. Se produce en grupos densos de rosetas de pequeñas hojas glaucas y deltoides de color azul (aunque su coloración podrá variar de acuerdo a los niveles de insolación, llegando al marrón), con dientes y espinas distintas cartilaginosas en la superficie de la línea media, lo cual distingue esta especie de todas los demás en el sur de África.

## Cultivo
Aloe brevifolia es cada vez más popular como planta ornamental para macetas y jardines rocosos. En su cultivo se deben plantar en un lugar suficientemente soleado, en un suelo bien drenado. Se requiere sólo riego moderado y no debe ser mantenido constantemente húmedo. Hay que recordar que se adapta al clima mediterráneo de la Provincia Occidental del Cabo, con su régimen de lluvias de invierno. Se pueden propagar fácilmente por la simple eliminación de las ventosas y la replantación de la ramificación.
Se ha ganado el Premio al Mérito Garden de la Royal Horticultural Society.

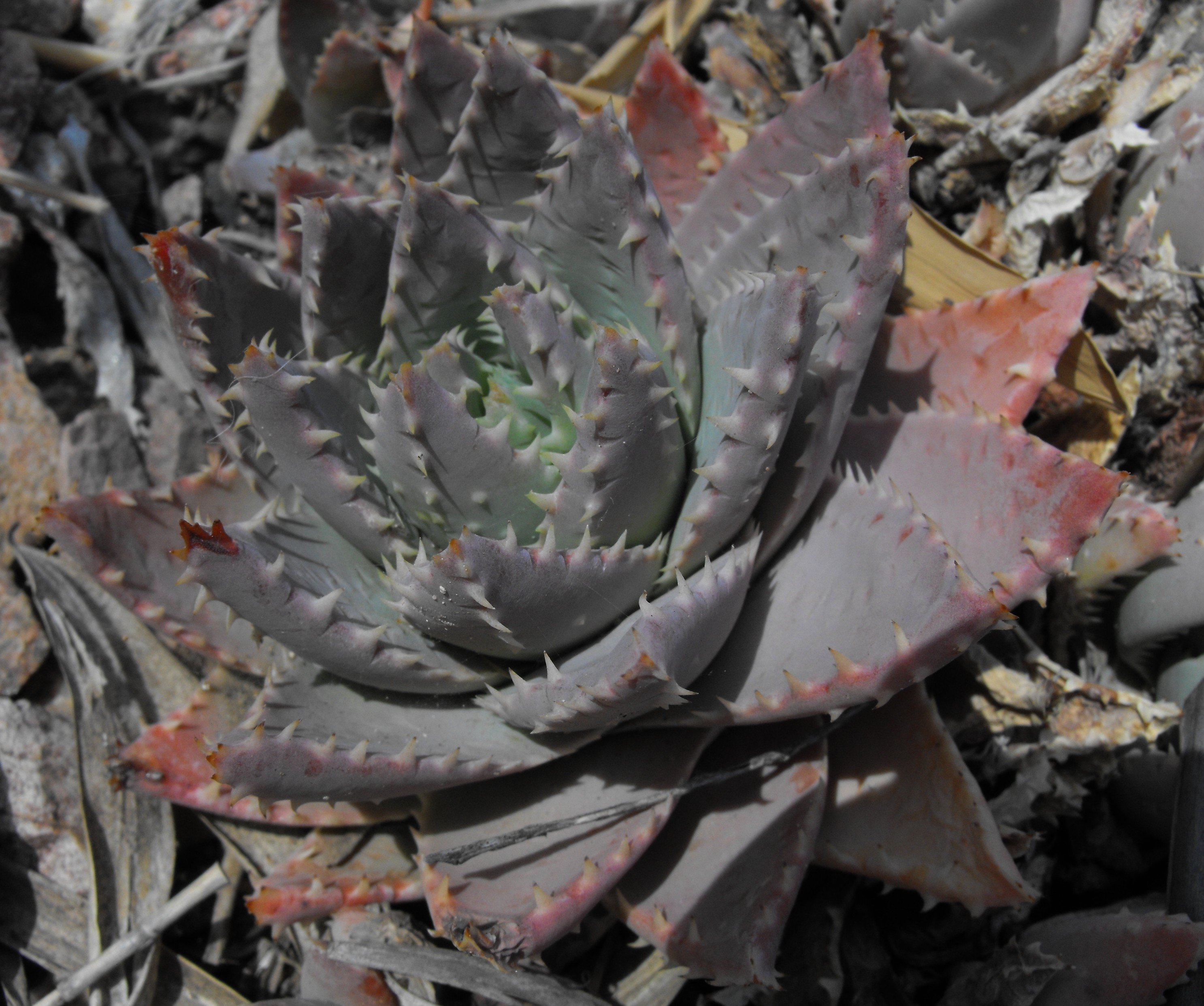
Detalle de las hojas

## Taxonomía
Aloe brevifolia fue descrita por Mill. y publicado en Gard. Dict. Abr. ed. 6: 8, en el año (1771).
Etimología
Ver: Aloe
brevifolia: epíteto latino  que significa "con hojas pequeñas".
Sinonimia
- Aloe brevifolia var. postgenita Bak[8][2]
- Aloe brevifolia var. postgenita (Schult. & Schult.f.) Baker
- Aloe postgenita Schult. & Schult.f.
- Aloe prolifera Haw.
- Aloe prolifera var. major Salm-Dyck[2]